# نظام‌الملک محمد بن مسعود هروی
نظام‌الملک محمد بن بهاءالدین مسعود هروی وزیر سلطان محمد خوارزمشاه است  . خوارزمشاه پس از عزل نظام‌الملک محمد بن بهاءالدین مسعود هروی، نظام‌الملک ناصرالدین محمد بن صالح را که از غلام‌زادگان ترکان خاتون بود به اصرار ترکان خاتون به وزارت انتخاب کرد و چندی بعد او را نیز به سال ۶۱۴ ه‍.ق. وی را به علت بی‌کفایتی عزل کرد.